# Traité de Vienne (1312)
Pour les articles homonymes, voir Traité de Vienne.
Histoire de Lyon au Moyen Âge
Bulle d'or - Permutatio - Traité de Vienne - Philippines - Charte Sapaudine

Le traité de Vienne, signé par l'archevêque de Lyon Pierre de Savoie le 10 avril 1312 est considéré comme l'acte marquant officiellement le rattachement de la ville de Lyon à la France

## Contexte
À la suite de la division de l'empire carolingien, la ville de Lyon et son comté intègrent le royaume de Bourgogne puis en 1032 le Saint-Empire Romain Germanique. Par la Bulle d'or de l'empereur Frédéric Ier, l'archevêque de Lyon reçoit la souveraineté absolue sur la ville. Toutefois, celui-ci doit faire face à partir du XIIIe siècle aux revendications des rois de France qui tentent d'élargir leur royaume vers l'est et dans la vallée du Rhône qui est un axe vers la Provence tombée aux mains des Capétiens en 1246. Philippe III est appelé par les bourgeois de Lyon en lutte contre l'archevêque, et oblige ce dernier, Pierre de Tarentaise à lui prêter hommage. Philippe le Bel va ensuite en 1292 imposer la présence d'un gardiateur, officier royal chargé de protéger le peuple de Lyon. En 1310, l'archevêque Pierre de Savoie se révolte contre cette situation, refuse l'autorité du roi qui envoie son fils Louis, alors roi de Navarre avec une armée. Après trois mois de siège, la ville capitule et l'archevêque se trouve prisonnier dans son château. Un traité est finalement signé le 10 avril 1312 à Vienne où se déroule le concile de Vienne.

## Contenu
Par ce document, l'archevêque de Lyon renonce à sa juridiction temporelle en faveur du roi. Il lui cède ses droits civils et de justice sur la ville de Lyon. En échange, le roi lui promet des terres de valeur égale dans le royaume de France et que l'archevêque tiendra de lui. Cela transfère de fait la souveraineté totale du comté de Lyon au roi de France qui se retrouve incorporé dans le royaume de France. L'archevêque récupère des terres qui lui fournissent des revenus équivalents mais dispersées et sur lesquelles il n'a pas la souveraineté. Le document est scellé du sceau de Pierre de Savoie en cire rouge et donné à Vienne le 10 avril 1312.
Le document n'est pas vraiment un traité puisqu'il n'est signé que par l'archevêque de Lyon qui renonce au profit du roi à sa juridiction séculière, bien évidemment sous la pression de celui-ci. Quelques années plus tard, en 1320, Philippe le Long rend néanmoins à Pierre de Savoie une partie de ses droits, en particulier de justice, tout en le contraignant à accorder l'autonomie à la bourgeoisie lyonnaise par la charte Sapaudine.
L'empereur ne protesta pas contre l'annexion d'une des villes aux confins de son empire, sur laquelle il n'avait plus qu'un pouvoir théorique. Le passage à la France se fit dans la douceur.

## Célébration
En septembre 2012, un colloque Lyon, de l'Empire au royaume a été organisé au musée Gadagne pour célébrer le 7e centenaire du traité de Vienne.